# 清野由美 (歌手)
清野 由美 （せいの ゆみ）は、1981年に日本コロムビアからデビューした歌手である。

## 人物
1981年3月25日、「恋は誘惑(Tu es marin)」（ASIN B08BDSG1HZ）にてデビュー。

## ディスコグラフィ
- U・TA・GE（1981年3月25日、ASIN B08BDDV12J）
- Natural Woman（1981年12月25日、ASIN B08BFJVPW2）
- Continental（1983年1月21日、ASIN B08BF8VQ6M）